# Le Pout
Le Pout ist eine französische Gemeinde mit 617 Einwohnern (Stand 1. Januar 2022) im Département Gironde in der Region Nouvelle-Aquitaine. Die Gemeinde liegt im Einzugsgebiet der Stadt Bordeaux und gehört zum Kanton Créon im Arrondissement Bordeaux.

## Geografie
Le Pout liegt im Südwesten Frankreichs im Gebiet Entre deux mers zwischen den Flüssen Garonne und Dordogne, 19 Kilometer östlich von Bordeaux, der Hauptstadt der Region Aquitanien, und 2,6 Kilometer nördlich vom Kantonshauptort Créon, auf einer mittleren Höhe von 71 Metern über dem Meeresspiegel. Weitere Nachbargemeinden sind Loupes, Croignon und Sadirac. Das Gemeindegebiet hat eine Fläche von 3,93 Quadratkilometern, auf seinem nördlichen Rand fließt der Gestas, ein Nebenfluss der Dordogne.
Le Pout ist einer Klimazone des Typs Cfb (nach Köppen und Geiger) zugeordnet: Warmgemäßigtes Regenklima (C), vollfeucht (f), wärmster Monat unter 22 °C, mindestens vier Monate über 10 °C (b). Es herrscht Seeklima mit gemäßigtem Sommer.

## Bevölkerungsentwicklung
| Jahr                       | 1962 | 1968 | 1975 | 1982 | 1990 | 1999 | 2011 | 2017 |
| Einwohner                  | 107  | 128  | 133  | 302  | 371  | 340  | 512  | 603  |
| Quellen: Cassini und INSEE |      |      |      |      |      |      |      |      |

## Sehenswürdigkeiten

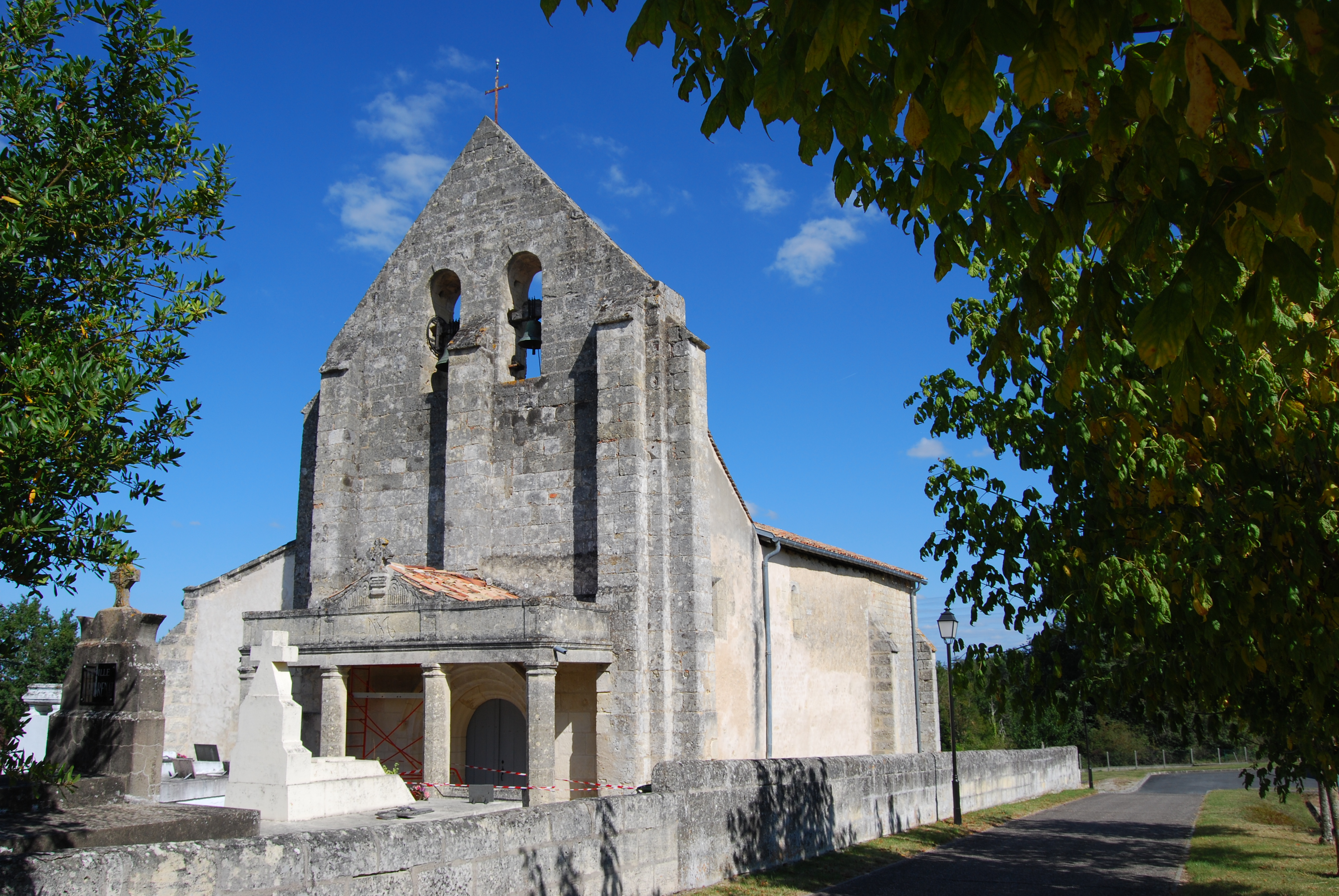
Kirche Saint-Martin

Die Kirche Saint-Martin wurde im 12. Jahrhundert erbaut. Der Chor wurde im 15. Jahrhundert umgebaut. Das Eingangsportal wurde im 16. Jahrhundert eingerichtet, der Portalvorbau im 19. Jahrhundert. Der Kirchturm wurde in der zweiten Hälfte des 18. Jahrhunderts erneuert. Die Kirche ist teilweise in das Zusatzverzeichnis der Monuments historiques (‚historische Denkmale‘) eingetragen. Denkmalgeschützte Elemente sind das Dekor des Innenraums der Kirche und ein Friedhofskreuz aus dem 16. Jahrhundert.
Das Schloss Rivalan steht nördlich vom Ortskern und nördlich der Kirche Saint-Martin oberhalb des Tals des Gestas. Es wurde im 17. Jahrhundert für die Familie d’Angel gebaut. Die Familie d’Angel hatte bis zur Französischen Revolution (1789–1799) die Lehnsherrschaft über Le Pout. Während der Fronde (1648–1653) nutzte der königstreue Charles de La Porte (1602–1664) das Schloss als Stützpunkt. Im 18. Jahrhundert wurden die Stallungen umgebaut. 1792 gelangte das Schloss in den Besitz der Familie Rivalan, nach der es noch heute benannt ist. Das Wohnhaus wurde gegen Ende des 19. Jahrhunderts wiedererbaut. Das Schloss befindet sich im Privatbesitz und wird als Weingut genutzt.
Siehe auch: Liste der Monuments historiques in Le Pout